# Амираль Сесиль (бронепалубный крейсер)
Бронепалубный крейсер «Амираль Сесиль» (фр. Amiral Cécille) — бронепалубный крейсер I класса французского флота, построенный в 1880-х гг. Развился из проекта «Таж» (фр. Tage) и стал его уменьшенной версией. Предназначался для действий на коммуникациях, имел полное парусное вооружение барка. Послужил прототипом для построенного во Франции русского бронепалубного крейсера «Адмирал Корнилов».

## Конструкция

### Корпус
По своей архитектуре «Амираль Сесиль» был типичен для французских кораблей своего времени. Силуэт крейсера определял солидный таран, заваленные внутрь борта и свисающая корма. У крейсера наличествовали развитые полубак и полуют. Корпус корабля был стальным. Дно обшивалось медью и тиковым деревом. «Амираль Сесиль» имел парусное вооружение барка.

### Силовая установка
Крейсер оснащался двумя горизонтальными паровыми машинами тройного расширения, считавшимися в те годы уже устаревшими. Первоначально крейсер имел цилиндрические огнетрубные котлы, позднее, во в время модернизации в 1900 году, их заменили на водотрубные котлы системы Бельвиля.

### Бронирование
Защита крейсера обеспечивалась прежде всего броневой палубой. Её скосы опускались на 2 метра ниже ватерлинии. Выше неё располагались коффердам шириной 1 метр и ячеистые водонепроницаемые отсеки, заполненные целлюлозой.

### Вооружение
Из шести 164-мм орудий по одному находились в носовой и кормовой частях корабля на верхней палубе. Остальные располагались в спонсонах. 138-мм орудия стояли в батарее, на батарейной палубе.

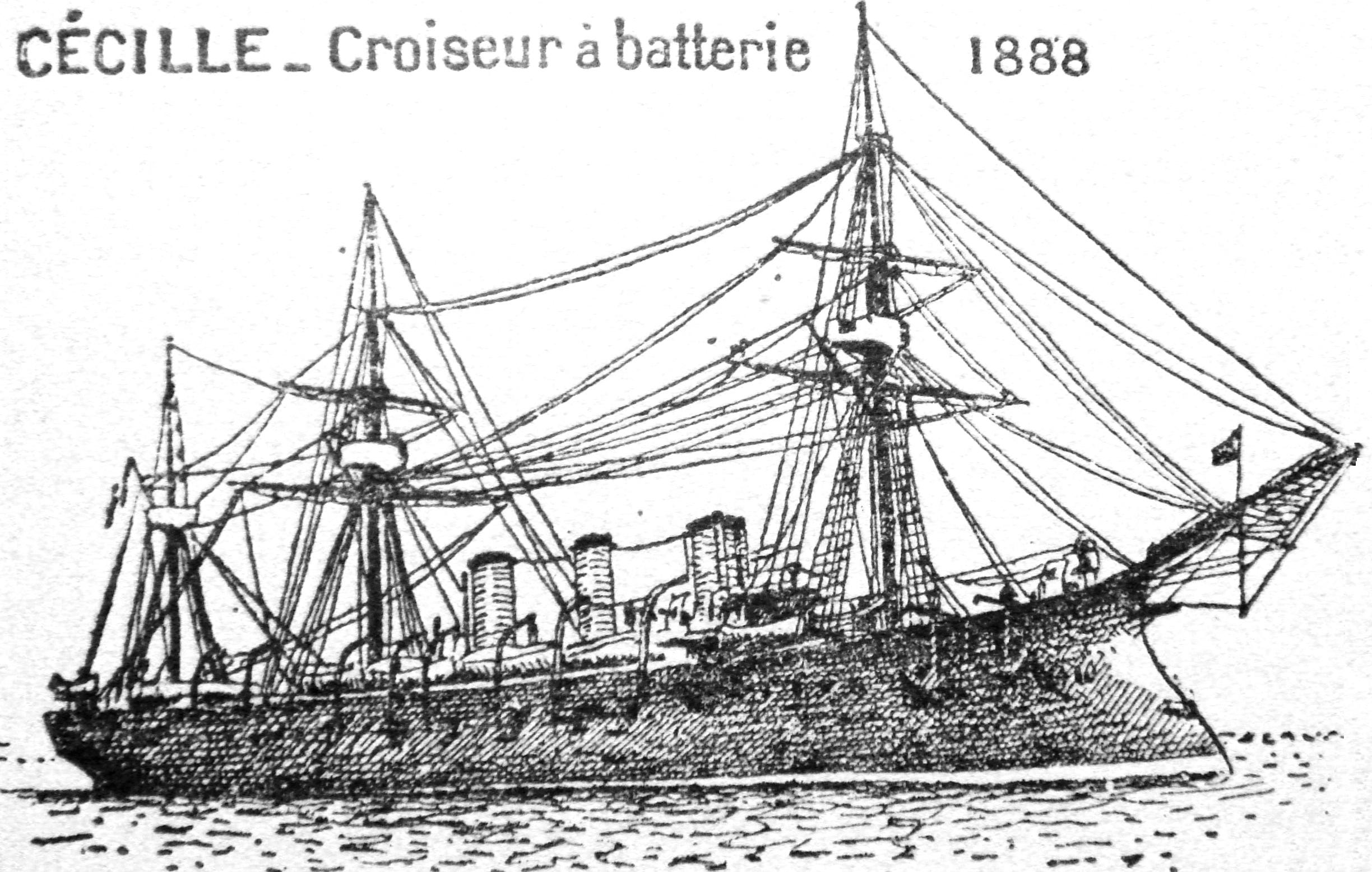
«Амираль Сесиль». 1888 г.

## Служба
«Амираль Сесиль» был заложен в августе 1886 года в Ла-Сене, на частной верфи Forges et Chantiers de la Mediterranee. На воду крейсер спустили 3 мая 1888 года, а в строй он вступил с сентября 1890 года. В 1900 году крейсер прошёл перевооружение на орудия новых моделей. Списан и сдан на слом в 1919 году.

## Оценка проекта
Как и его предшественники  «Сфакс» и «Таж»,  «Амираль Сесиль» признавался удачным кораблём. Его скорость считалась на момент вступления в строй достаточно высокой, а вооружение позволяло справиться с большинством из британских крейсеров. Вместе с тем, вооружение размещалось не слишком удобно. Если 164-мм орудия стояли на верхней палубе, то артиллерию 138-мм калибра разместили на батарейной палубе, что существенно ограничивало углы её обстрела. Главным же недостатком крейсера стала его цена, неприемлемая для адептов «Молодой школы», имевших тогда большое влияние во французских военно-морских кругах. В итоге французский флот перешёл к строительству заметно менее крупных бронепалубных крейсеров II III  классов.